# Мясково (Тверская область)
Мясково — деревня в Селижаровском муниципальном округе Тверской области.

## География
Деревня расположена в 28 км на северо-восток от посёлка Селижарово.

## История
В 1848 году на Сонском погосте близ деревни была построена каменная Скорбященская церковь с 2 престолами, метрические книги с 1780 года.
В конце XIX — начале XX века деревня с погостом входили в состав Дрыгомской волости Осташковского уезда Тверской губернии. 
С 1929 года деревня входила в состав Дягилевского сельсовета Селижаровского района Ржевского округа Западной области, с 1935 года — в составе Калининской области, с 1994 года — в составе Дягилевского сельского округа, с 2005 года — в составе Березугского сельского поселения, с 2017 года — в составе Селижаровского сельского поселения, с 2020 года — в составе Селижаровского муниципального округа.

## Население
| 1859 | 1889 | 2002 | 2010 |
| ---- | ---- | ---- | ---- |
| 36   | ↗69  | ↘14  | ↘1   |

## Достопримечательности
На Сонском погосте близ деревни расположена недействующая Церковь иконы Божией Матери "Всех скорбящих Радость" (1848).